# Sävskål
Sävskål (Myriosclerotinia scirpicola) är en svampart som först beskrevs av Rehm, och fick sitt nu gällande namn av N.F. Buchw. 1947. Sävskål ingår i släktet Myriosclerotinia och familjen Sclerotiniaceae.  Arten är reproducerande i Sverige. Inga underarter finns listade i Catalogue of Life.